# Mitch & Mitch
Mitch & Mitch – polski zespół muzyczny, założony w Warszawie w 2002.

## Historia zespołu
Grupę założyli Bartek „Magneto” Tyciński i Macio Moretti, którzy początkowo występowali w duecie. W 2003 nakładem niewielkiej oficyny Zgniłe Mięso Rekords ukazał się debiutancki album studyjny zatytułowany Luv Yer Country. Następnie skład uzupełnili Piotr „Serious Mitch” Kaliński, Andrzej „Big Boned Mitch” Zaleski oraz Bartosz „Mr. Bitch” Weber. W 2007 do zespołu dołączyli Jarosław „Reverend James Boned Mitch” Kozłowski, Miłosz „Crackin’ Mitch” Pękala, Tomasz „Mitch The Kid” Ziętek, Dariusz „Spiral Mitch” Sprawka i Tomasz „Mad Mitch” Duda.
Jako big-band zadebiutowali podczas krakowskiego Festiwalu Kina Niemego, grając muzykę do filmu pt. Zaginiony świat. W 2008 wystąpili wspólnie ze Zbigniewem Wodeckim podczas koncertu w Programie III Polskiego Radia, a potem na Off Festivalu w Katowicach. Efektem tej współpracy była opublikowana w 2015 płyta 1976: A Space Odyssey zawierająca materiał z wydanego prawie czterdzieści lat wcześniej albumu Wodeckiego. Została zagrana z towarzyszeniem ponad czterdziestoosobowej orkiestry. Wydawnictwo uzyskało status dwukrotnie platynowej płyty, przekraczając liczbę 60 tysięcy sprzedanych egzemplarzy.
W 2016 zespół wraz ze Zbigniewem Wodeckim został dwukrotnie wyróżniony nagrodą polskiego przemysłu fonograficznego Fryderykiem. Muzycy otrzymali nagrody w kategoriach Album roku pop oraz Utwór roku za kompozycję „Rzuć to wszystko co złe”.

## Muzycy
Opracowano na podstawie materiału źródłowego.

### Obecny skład zespołu
- Bartłomiej „Mitch” Tyciński – gitara, instrumenty klawiszowe, instrumenty perkusyjne, śpiew
- Macio „Mitch” Moretti – gitara basowa, instrumenty perkusyjne, śpiew
- Bartosz „Mr. Bitch” Weber – gitara, sampler, instrumenty perkusyjne
- Jarosław „Reverend James Boned Mitch” Kozłowski – perkusja
- Tomasz „Mad Mitch” Duda – saksofon, flet, instrumenty perkusyjne
- Tomasz „Mitch The Kid” Ziętek – trąbka, instrumenty perkusyjne
- Dariusz „Spiral Mitch” Sprawka – puzon, instrumenty perkusyjne
- Miłosz „Crackin’ Mitch” Pękala – wibrafon, instrumenty perkusyjne

### Byli członkowie zespołu i współpracownicy
| - Andrzej „Big Boned Mitch” Zaleski – perkusja, instrumenty perkusyjne, sampler, śpiew - Piotr „Serious Mitch” Kaliński – instrumenty perkusyjne, instrumenty klawiszowe, gitara, śpiew - Patryk „Crazy Mitch” Zakrocki – skrzypce, śpiew - Kamil „Shoeshkee Mitch” Szuszkiewicz – trąbka - Marcin „Half-Mitch Half-Ape” Masecki – instrumenty klawiszowe - Piotr „Half-Ape Half-Mitch” Zabrodzki – instrumenty klawiszowe - Jerzy „Cannibal Mitch” Rogiewicz – wibrafon, instrumenty perkusyjne - Hubert „The (ðə) Mitch” Zemler – perkusja, instrumenty perkusyjne - Hoe Mitch – perkusja, instrumenty perkusyjne, sampler, śpiew |  | - Pablito Mitch – wibrafon - M. Itch – trąbka - Stork Mitch – puzon - Sparrow Mitch – puzon - We’ve Got A New Mitch On Board – saksofon, flet - Gustav Klimtch – saksofon, flet - Gan-O-Mitch – saksofon, flet - Med Mitch – saksofon, flet - Fitch – perkusja |  | - Dr. Mitch – perkusja - Man-O-Mitch – instrumenty perkusyjne - MIDItchella – instrumenty perkusyjne - Japan Mitch – śpiew - Stalker Mitch – śpiew - Mitchella The Kid – skrzypce - Spiral Mitchella – skrzypce - Mitchella von Mamba-Negra – wiolonczela - Andrew Mitchbauer – wiolonczela |

## Dyskografia

### Albumy studyjne
| Luv Yer Country                                                 | - Data: 2003 - Wydawca: Zgniłe Mięso Rekords        | –  |                           |
| 12 Catchy Tunes (We Wish We Had Composed)                       | - Data: 20 listopada 2006 - Wydawca: Lado ABC       | –  |                           |
| XXII Century Sound Pioneers                                     | - Data: 1 lutego 2010 - Wydawca: Lado ABC           | –  |                           |
| Love For Three Cockroaches (oraz Igor Krutogolov)               | - Data: 1 stycznia 2010 - Wydawca: Lado ABC         | –  |                           |
| Bakterien & Batterien (oraz Felix Kubin)                        | - Data: 15 grudnia 2013 - Wydawca: Lado ABC         | –  |                           |
| 1976: A Space Odyssey (oraz Zbigniew Wodecki)                   | - Data: 15 maja 2015 - Wydawca: Lado ABC            | 1  | - POL: 2x platynowa płyta |
| Visitantes Nordestinos (oraz Kassin)                            | - Data: 24 marca 2017 - Wydawca: Lado ABC           | –  |                           |
| Amore assoluto per ennio (oraz con il loro Gruppo Etereofonico) | - Data: 23 września 2022 - Wydawca: Jazzboy Records | 40 |                           |
| „–” oznacza, że album nie był notowany.                         |                                                     |    |                           |

### Albumy wideo
| Tytuł                     | Dane dot. albumu                           |
| ------------------------- | ------------------------------------------ |
| Blackmail / Extortion DVD | - Data: 8 czerwca 2009 - Wydawca: Lado ABC |

### Single
| Tytuł                                              | Rok  | Pozycja na liście | Album                 |
| Tytuł                                              | Rok  | LP3               | Album                 |
| -------------------------------------------------- | ---- | ----------------- | --------------------- |
| „Rzuć to wszystko co złe” (oraz Zbigniew Wodecki)  | 2015 | 1                 | 1976: A Space Odyssey |
| „Opowiadaj mi tak” (oraz Zbigniew Wodecki)         | 2015 | 3                 | 1976: A Space Odyssey |
| „Posłuchaj mnie spokojnie” (oraz Zbigniew Wodecki) | 2015 | 11                | 1976: A Space Odyssey |
| „Panny mego dziadka” (oraz Zbigniew Wodecki)       | 2016 | 25                | 1976: A Space Odyssey |

## Nagrody i wyróżnienia
| Rok  | Kategoria                      | Tytułem                         | Nagroda                                         | Nota | Źródło |
| ---- | ------------------------------ | ------------------------------- | ----------------------------------------------- | ---- | ------ |
| 2015 | Muzyka rozrywkowa – wydarzenie | Zbigniew Wodecki, Mitch & Mitch | Nagroda Muzyczna Programu Trzeciego – „Mateusz” | Laur | [ 17 ] |
| 2016 | Album roku pop                 | 1976: A Space Odyssey           | Fryderyki 2016                                  | Laur | [ 8 ]  |
| 2016 | Utwór roku                     | „Rzuć to wszystko co złe”       | Fryderyki 2016                                  | Laur | [ 8 ]  |